# Strumaria bidentata
Strumaria bidentata là một loài thực vật có hoa trong họ Amaryllidaceae. Loài này được Schinz miêu tả khoa học đầu tiên năm 1896.